# Tjüchen
Tjüchen ist ein Wohnplatz im Wittmunder Ortsteil Leerhafe in Ostfriesland. Er liegt an der Kreisstraße 24 des Witmunder Landkreises, die bei Isums von der niedersächsischen Landesstraße 11 abzweigt und nach Burmönken führt. In der Gemarkung befand sich nach Quellen aus dem Jahr 1319 vermutlich die Kommende Tjüchen.

## Name
Der Name Tjüchen taucht in dieser oder ähnlicher Schreibung häufiger als Ortsname beziehungsweise als Bestandteil eines Ortsnamens auf. Nach A. Schöneboom war Tjüch/e (übersetzt: Joch) ursprünglich ein „Landmaß“ und meinte „die Fläche [...], die an einem Tag mit einem Joch Ochsen gepflügt werden konnte.“ Tjüchen könnte sich nach Arend Remmers auch vom altfriesischen tiuche herleiten, das „einzelne Gebiete der Dorfmark, die von Arbeitsgruppen gemeinsam bearbeitet wurden“ bezeichnete.  Im Ostfriesischen Wörterbuch findet sich der Hinweis, dass Tjücht auch gebräuchlich war als Name von Höfen und kleinen Wohnplätzen, die in der Nähe von alten geistlichen Stiftungen und Klöstern lagen und wo unter deren Verwaltung Viehzucht (= Tjücht) betrieben wurde. Die Geschichte des Wohnplatzes Tjüchen lässt vermuten, dass die letztgenannte Namensbedeutung hier zutrifft. Diese Annahme wird ebenfalls dadurch bestätigt, dass Tjüchen in alten Dokumenten auch als Tjüchermönken (übersetzt: Tjüche(n) der Mönche) bezeichnet wird.

## Geschichte
Während des Mittelalters bestand in dem Ort ein Vorwerk der Kommende Burmönken, das möglicherweise zuvor eine selbstständige Niederlassung des Johanniterordens war, bevor es nach Burmönken inkorporiert wurde. Über die Geschichte der Kommende ist wenig bekannt. Archiv und Bibliothek gingen nach der Reformation verloren und die Wüstung der Ordensniederlassung wurde bisher nicht archäologisch untersucht. Tjüchen wurde 1319 im Vergleich zwischen dem Komtur des Johanniterhospitals in Burgsteinfurt und den friesischen Johanniterkommenden als selbstständige Kommende mit dem Namen Thyuchen genannt.
Die Niederlassung soll über eine eigene Kapelle verfügt haben, die bis dato aber noch nicht entdeckt werden konnte. Weitere Belege für eine Eigenständigkeit fehlen aber. Nach 1319 taucht es nur noch als Vorwerk auf. Während der sächsischen Fehde zerstörten Truppen der „Schwarzen Garde“ die Kommende im Jahre 1513. Nach der Reformation wurde Tjüchen zu einem Wohnplatz, auf dem 1823 14 Einwohner lebten, die sich auf drei Wohngebäude verteilten.
1981 wurde durch Zufall auf einem Tjüchener Acker ein Feuersteinbeil aus der Trichterbecherkultur  (ca. 3000 bis 2500 vor Christus) gefunden. Der Fundort ist nach Angaben der Ostfriesischen Landschaft aber nicht der ursprüngliche Lageort des 10,7 cm langen Werkzeugs. Es gelangte nach Tjüchen durch eine Spülleitung vom Rand des Wittmunder Tiefs in den Jahren 1963/64.